# St. Leonhard (Gemeinden Glanegg und Liebenfels)
St. Leonhard ist ein Ort in Kärnten (Österreich). Durch den Ort verläuft die Grenze zwischen den Katastralgemeinden Tauchendorf und Rottschaft Feistritz, die gleichzeitig die Grenze zwischen den politischen Gemeinden Glanegg und Liebenfels sowie zwischen den Bezirken Feldkirchen und Sankt Veit an der Glan ist. Dadurch zerfällt der Ort in zwei Ortschaften: die Ortschaft St. Leonhard in der Gemeinde Glanegg hat 101 Einwohner (Stand 1. Jänner 2024), die Ortschaft St. Leonhard in der Gemeinde Liebenfels hat 35 Einwohner (Stand 1. Jänner 2024). Somit der Ort insgesamt 136 Einwohner.

## Lage
Der Ort liegt in Mittelkärnten, am nördlichen Rand des Glantalbodens, an der Ossiacher Straße zwischen den Orten Liebenfels (Gemeinde Liebenfels) und Glanegg. Entlang der von Süd nach Nord durch den Ortskern führenden Dorfstraße verläuft eine Katastralgemeindegrenze: der westliche Teil des Orts, zu dem auch der 500 Meter südwestlich des Dorfs befindliche Einzelhof Guttenig bzw. Guta (Haus Nr. 7) gehört, liegt auf dem Gebiet der Katastralgemeinde Tauchendorf, der östliche Teil auf dem Gebiet der Katastralgemeinde Rottschaft Feistritz.

## Geschichte
Der Ort wurde 1230 als Draezeldorf (von slowenisch drznica, = Abflussgraben) erwähnt, ab 1253 heißt er St. Leonhard. Durch den Ort verlief die Grenze zwischen den Landesgerichten Glanegg und Kraig-Nussberg, die der heutigen Bezirksgrenze entspricht.
In der ersten Hälfte des 19. Jahrhunderts gehörte der in der Steuergemeinde Tauchendorf liegende Teil des Ortes zum Steuerbezirk Glanegg. Bei Bildung der Ortsgemeinden im Zuge der Reformen nach der Revolution 1848/49 kamen diese Häuser an die Gemeinde Tauchendorf, die 1956 an die Gemeinde Glanegg angeschlossen wurde.
Die auf dem Gebiet der Steuergemeinde Rottschaft Feistritz befindlichen Häuser waren in der ersten Hälfte des 19. Jahrhunderts Teil des Steuerbezirks Kraig und Nußberg. Bei Bildung der Ortsgemeinden Mitte des 19. Jahrhunderts kamen diese Häuser zunächst an die Gemeinde Glantschach, 1875 an die Gemeinde Pulst. Durch die Fusion der Gemeinden Pulst, Liemberg und Hardegg 1958 kam die Ortschaft zur Gemeinde Liebenfels.
1973 sprach sich die Bevölkerung für den Anschluss des gesamten Orts an die Gemeinde Liebenfels aus, doch eine entsprechende Änderung der Bezirks- und Gemeindegrenze wurde vom Land Kärnten nicht genehmigt.

## Bevölkerungsentwicklung des gesamten Orts
Für den Ort ermittelte man folgende Einwohnerzahlen:
- 1869: 16 Häuser, 91 Einwohner
- 1880: 15 Häuser, 71 Einwohner
- 1890: 14 Häuser, 81 Einwohner
- 1910: 12 Häuser, 123 Einwohner
- 1961: 14 Häuser, 72 Einwohner
- 2001: 35 Gebäude, 113 Einwohner, 31 Haushalte, 1 Arbeitsstätte, 13 land- und forstwirtschaftliche Betriebe
- 2011: 42 Gebäude, 163 Einwohner, 40 Haushalte, 7 Arbeitsstätten
- 2021: 43 Gebäude, 134 Einwohner, 40 Haushalte, 13 Arbeitsstätten

## Ortschaft St. Leonhard (Gemeinde Glanegg)

### Bevölkerungsentwicklung
Für die Ortschaft zählte man folgende Einwohnerzahlen:
- 1869: 8 Häuser, 40 Einwohner[4]
- 1880: 8 Häuser, 27 Einwohner[5]
- 1890: 5 Häuser, 31 Einwohner[6]
- 1910: 5 Häuser, 42 Einwohner[7]
- 1961: 8 Häuser, 31 Einwohner[8]
- 2001: 25 Gebäude (davon 23 mit Hauptwohnsitz) mit 24 Wohnungen; 89 Einwohner und 0 Nebenwohnsitzfälle; 23 Haushalte; 0 Arbeitsstätten, 9 land- und forstwirtschaftliche Betriebe[9]
- 2011: 29 Gebäude, 125 Einwohner, 29 Haushalte, 3 Arbeitsstätten[10]
- 2021: 30 Gebäude, 102 Einwohner, 28 Haushalte, 10 Arbeitsstätten[11]

## Ortschaft St. Leonhard (Gemeinde Liebenfels)

### Hofnamen
Zur Ortschaft zählen unter anderem die Höfe Liedl (Nr. 1), Neuwirth (Nr. 2), Rader (Nr. 3), Schein (Nr. 6) und Rainwirth (Nr. 7).

### Bevölkerungsentwicklung
Für die Ortschaft ermittelte man folgende Einwohnerzahlen:
- 1869: 8 Häuser, 51 Einwohner[13]
- 1880: 7 Häuser, 44 Einwohner[14]
- 1890: 9 Häuser, 50 Einwohner[15]
- 1900: 7 Häuser, 64 Einwohner[16]
- 1910: 7 Häuser, 81 Einwohner[17]
- 1923: 7 Häuser, 61 Einwohner[18]
- 1934: 49 Einwohner[19]
- 1961: 6 Häuser, 41 Einwohner[20]
- 2001: 10 Gebäude (davon 8 mit Hauptwohnsitz) mit 9 Wohnungen; 24 Einwohner und 1 Nebenwohnsitzfall; 8 Haushalte; 1 Arbeitsstätte, 4 land- und forstwirtschaftliche Betriebe[21]
- 2011: 13 Gebäude, 38 Einwohner, 11 Haushalte, 4 Arbeitsstätten[10]
- 2021: 13 Gebäude, 32 Einwohner, 12 Haushalte, 3 Arbeitsstätten[22]